# Кларер, Вальтер
Вальтер Кларер (нем. Walter Klarer; 1499—1567) — деятель Реформации в Швейцарии.
Примкнув к учению Лютера и Цвингли, распространил Реформацию в Аппенцелльском кантоне. После каппельской войны Кларер был взят в плен и в тюрьме вёл религиозный диспут, сохранённый Вадианусом. Освобождённый, Кларер снова был призван проповедником в Аппенцель. Написал историю Реформации в Аппенцелле («Appenzeller Jahrbücher», 1873).